# Poney Hackney
Pour l’article homonyme, voir Hackney.
Le poney Hackney est une race de poneys développée en Angleterre en 1872, à partir de chevaux Hackney croisés avec des Fell et des Welsh. Elle est exportée aux États-Unis à la fin du XIXe siècle. Destiné à l'origine à la traction d'attelages légers, le poney Hackney est devenu presque exclusivement un animal destiné à de grandes exhibitions populaires, les shows. Il possède une action très relevée caractéristique dans ses allures, et en particulier au trot.
Il ne possède pas de registre généalogique (stud-book) propre, le poney Hackney est généralement fusionné avec le cheval Hackney dans les pays qui reconnaissent cette race.

## Histoire
Le poney Hackney est initialement développé par Christopher Wilson, à Westmorland, selon un procédé très scientifique. Il possède un étalon Hackney (un croisement de trotteur Norfolk et de carrossier du Yorkshire) nommé Sir George, né en 1866. Il le croise avec des juments Fell, puis les descendants métissés fixent le type du poney obtenu. Son souhait n'est pas de créer un cheval miniature, mais plutôt un vrai poney avec toutes les caractéristiques typiques. Le trot allongé et d'autres caractéristiques du cheval d'attelage léger sont recherchées, il parvient à fixer la forme qu'il désire. En plus du métissage entre poneys Fell et chevaux Hackney, le poney Hackney possède beaucoup de sang Welsh. Le succès est immédiat, et la race rapidement exportée dans de nombreux pays, pour des sommes parfois impressionnantes.
Alexander Cassatt introduit un poney Hackney aux États-Unis lorsqu'en 1878, il acquiert la jument 239 Stella en Grande-Bretagne et l'emmène à Philadelphie. En 1891, Cassatt et d'autres amateurs de la race créent l’American Hackney Horse Society à Lexington dans le Kentucky. Le poney Hackney se développe à la fin du XIXe siècle, par croisements avec des races de poneys, dans le but de créer un animal de show.
Il ne possède généralement pas de stud-book propre, mais est géré avec celui du cheval Hackney.

## Description

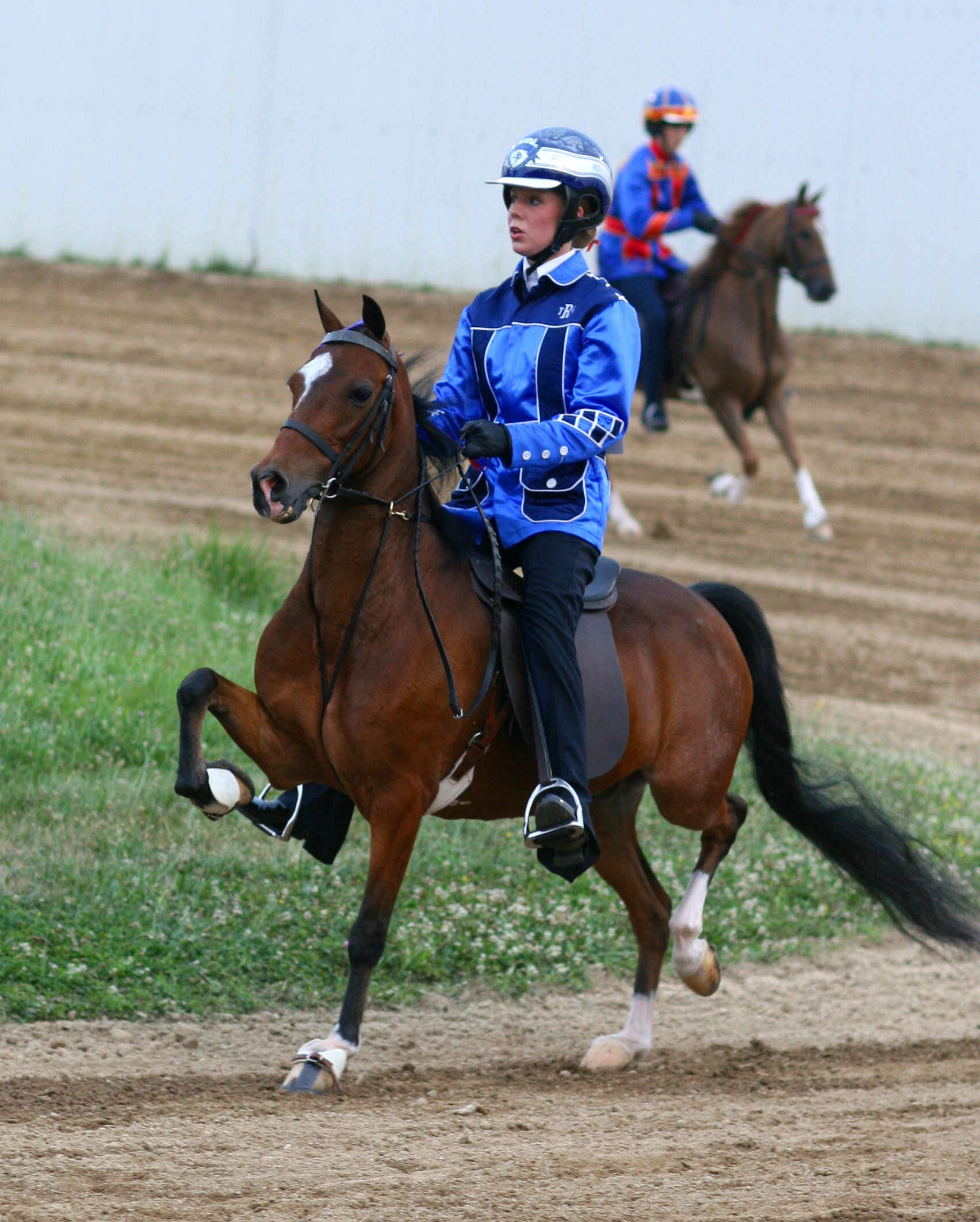
Poney Hackney type Roadster monté.

S'agissant d'un poney, l'American Hackney Horse Society exige une taille inférieure à 1,47 m au garrot, et distingue cinq types en fonction de l'usage recherché : 
- le Roadster, spécialisé dans la vitesse et mesurant moins de 1,32 m[5];
- le Cob tail, dont on écourte la queue et toilette la crinière, le plus grand, spécialisé dans la traction d'attelages à quatre roues[5];
- le Harness (ou long tail, soit « queue longue »), mesurant moins de 1,27 m, auquel on laisse les crins longs[5];
- le Pleasure, destiné à l'attelage amateur[5];
- le Hand, destiné aux exhibitions en main[5].

La taille moyenne est située entre 1,20 m et 1,42 m. Dans tous les cas, il possède une petite tête au profil rectiligne, aux oreilles et au nez fin. Il donne une impression générale d'élégance, de finesse et de vivacité. L'encolure doit être longue et bien attachée à une poitrine large et des épaules puissantes. Le corps est compact, la croupe forte et la queue portée haut. Les jambes sont de longueur moyenne avec de bonnes articulations. Les cuisses sont bien musclées. Le poney Hackney a un bon pied. Ce qui le distingue, bien plus que son physique, est son action très relevée dans ses allures, qui fait le succès de la race,.

### Robe
La robe est généralement noire ou baie foncée, baie et alezane plus rarement, avec ou sans marques blanches. Elle peut aussi être grise ou rouanne.

## Utilisations

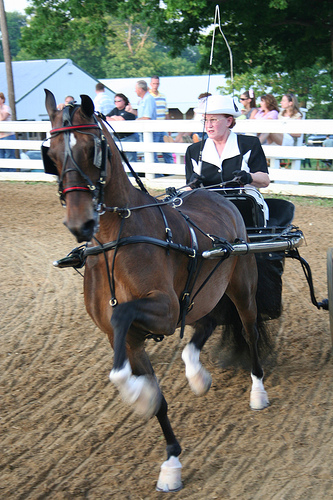
Buggy attelé d'un poney Hackney

Le poney Hackney est devenu presque essentiellement un animal d'exhibitions attelées, en particulier aux États-Unis, où il est en vedette dans de grands shows. Il arrive aussi d'en voir sous la selle et tenus en main dans les mêmes shows de présentation. Du fait de sa sélection, il fait un bon poney d'attelage de loisir.